# Winningen

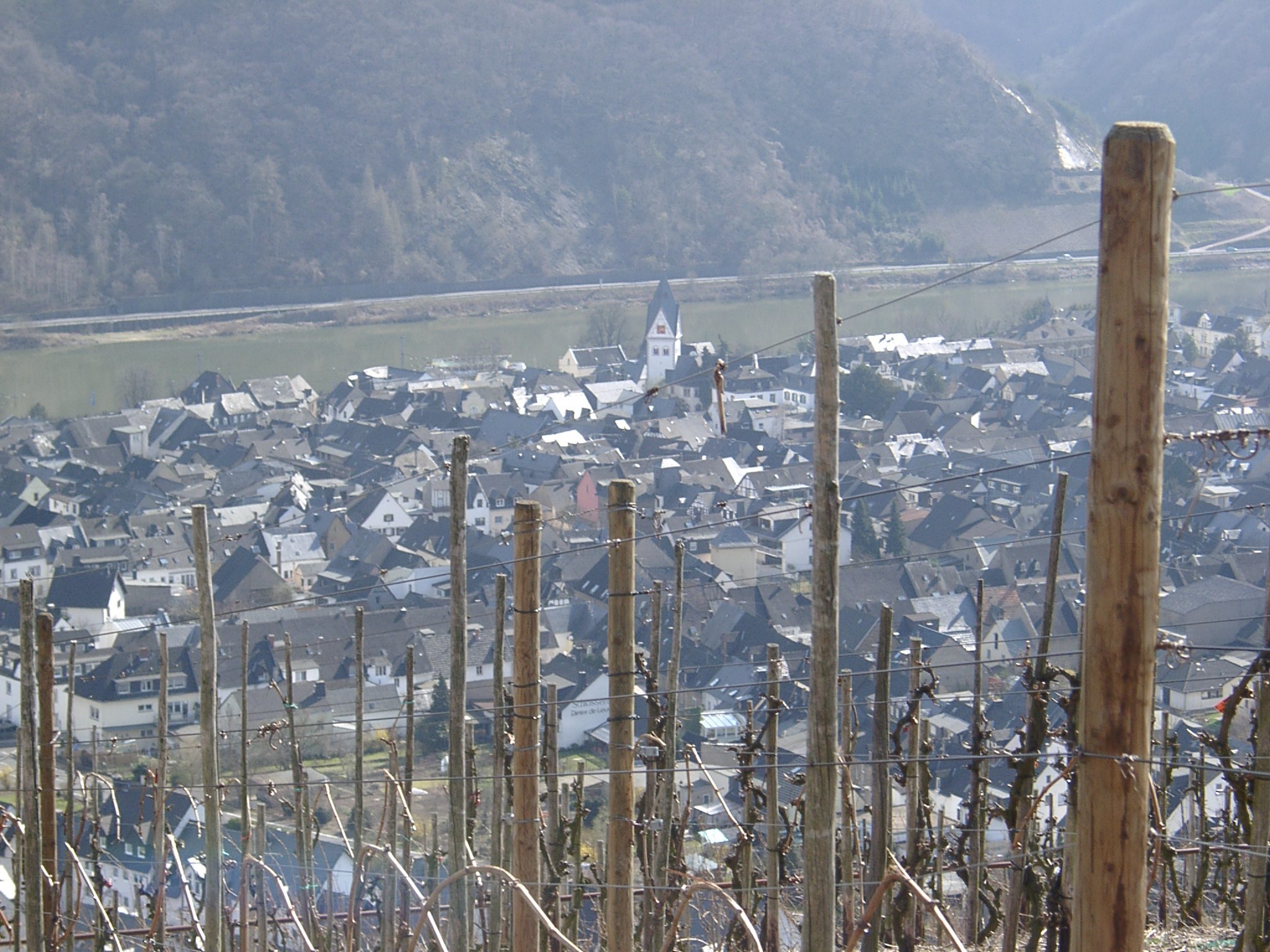
Ortsansicht

Mosel-Fähre bei Winningen 1930 (handkolorierte Schwarzweißaufnahme)

Winningen ist eine Ortsgemeinde im Landkreis Mayen-Koblenz in Rheinland-Pfalz. Sie gehört der Verbandsgemeinde Rhein-Mosel an, die ihren Verwaltungssitz in Kobern-Gondorf hat.

## Geographie
Winningen liegt im Landschaftsschutzgebiet „Moselgebiet von Schweich bis Koblenz“ an der Untermosel zwischen Koblenz-Güls und Kobern-Gondorf auf der linken Moselseite. Nächstgelegene Städte sind an der Mosel Koblenz, etwa 5 km moselabwärts, sowie Cochem, etwa 40 km moselaufwärts.
Ein linker Moselzufluss ist der Weilsbornbach mit einer Länge von 1,8 km.
Zu Winningen gehört auch der Wohnplatz Distelbergerhof.

## Geschichte
Winningen war bereits in römischer Zeit besiedelt. Beim Bau der A 61 wurden nahe Moseltalbrücke die Fundamente einer Villa rustica entdeckt, heute von der Schleife der Ausfahrt zur Autobahnraststätte Moseltal Ost umschlossen.
Winningen wurde erstmals in einer Urkunde des Königs Ludwig II. vom 20. Oktober 871 unter dem Namen „Uuidinge“ genannt. Als König Arnulf am 23. Januar 888 der Reichsabtei St. Maximin die „Villa Rübenach“ im Mayenfeldgau mit ihren Zubehörungen schenkte, wurde darunter auch „Uuindiga“ gezählt. Diese Urkunde aus dem Jahr 888 ist möglicherweise verfälscht, aber auch später wurde Winningen stets bei den Maximinischen Gütern genannt: „Windingun“, „Windingis“, „Wendenges“, „Wendengias“.
Güter in Winningen (Windinga) wurden 1016 von Kaiser Heinrich II. dem Nonnenkloster Kaufungen geschenkt. Im Jahr 1320 wird Ritter Hermann von Winningen erwähnt. Er besaß eine der ältesten dokumentierten Weinbergslagen, die er von Graf Wilhelm I. von Katzenelnbogen als Lehen erhielt. Dabei handelte es sich um einen Weingarten zu Winningen im Destil beim Garten des Heinrich Kind von Pfaffendorf, einen Weingarten am Wolfspfade und einen Weingarten am Gire.
Der Weinhexbrunnen, umgeben von einem Fachwerkensemble, spielt auf die Hexenverfolgungen im 17. Jahrhundert an. Oberhalb des Ortes auf dem Hexenhügel erinnert das derzeit älteste bekannte Denkmal aus dem Jahr 1925 an die Opfer der Hexenverfolgungen an diese Zeit.
Winningen ist traditionell eine evangelische Enklave in einem katholischen (ehemals kurtrierischen) Umland. Aufgrund der Rechtsnachfolge der Grafschaft Sponheim bestand in Winningen bis 1776 eine Doppelherrschaft zwischen Pfalz-Zweibrücken und der Markgrafschaft Baden. Da beide Herren in der Reformationszeit zum neuen Glauben übertraten, wurde auch Winningen evangelisch.
Von 1776 bis zur Besetzung durch französische Revolutionstruppen 1794 war Winningen badisch. Nach Ende der Franzosenzeit gehörte es zur preußischen Rheinprovinz.
Bei einem Raubüberfall zusammen mit vier Komplizen erschoss Dieter Freese am 14. Februar 1962 den Filialleiter der Sparkasse in Winningen. Nach einer spektakulären Flucht wurde Freese am 9. März 1962 gefasst und zu einer langjährigen Haftstrafe verurteilt. Dieser Mord wurde vor Ort als Folge 21 der NDR-Reihe Stahlnetz verfilmt. Auch vorangegangene Überfälle Freeses an anderen Orten wurden in Winningen gedreht.
Zur Eröffnungsfeier der WM 1974 im Frankfurter Waldstadion vertrat die Winninger Winzer-Tanz- und Trachtengruppe die Bundesrepublik.

### Einwohnerstatistik
Die Entwicklung der Einwohnerzahl von Winningen, die Werte von 1871 bis 1987 beruhen auf Volkszählungen:
| Winningen: Einwohnerzahlen von 1815 bis 2024 | Winningen: Einwohnerzahlen von 1815 bis 2024 | Winningen: Einwohnerzahlen von 1815 bis 2024 | Winningen: Einwohnerzahlen von 1815 bis 2024 | Winningen: Einwohnerzahlen von 1815 bis 2024 |
| -------------------------------------------- | -------------------------------------------- | -------------------------------------------- | -------------------------------------------- | -------------------------------------------- |
| Jahr                                         |                                              |                                              |                                              | Einwohner                                    |
| 1815                                         | 1815                                         |                                              | 1.270                                        | 1.270                                        |
| 1835                                         | 1835                                         |                                              | 1.551                                        | 1.551                                        |
| 1871                                         | 1871                                         |                                              | 1.661                                        | 1.661                                        |
| 1905                                         | 1905                                         |                                              | 1.890                                        | 1.890                                        |
| 1939                                         | 1939                                         |                                              | 1.990                                        | 1.990                                        |
| 1950                                         | 1950                                         |                                              | 2.684                                        | 2.684                                        |
| 1961                                         | 1961                                         |                                              | 2.399                                        | 2.399                                        |
| 1970                                         | 1970                                         |                                              | 2.459                                        | 2.459                                        |
| 1987                                         | 1987                                         |                                              | 2.457                                        | 2.457                                        |
| 2005                                         | 2005                                         |                                              | 2.457                                        | 2.457                                        |
| 2011                                         | 2011                                         |                                              | 2.483                                        | 2.483                                        |
| 2018                                         | 2018                                         |                                              | 2.424                                        | 2.424                                        |
| 2022                                         | 2022                                         |                                              | 2.455                                        | 2.455                                        |
| 2024                                         | 2024                                         |                                              | 2.390                                        | 2.390                                        |
|                                              |                                              |                                              |                                              |                                              |

### Konfessionsstatistik
Am 31. Juli 2014 waren 47,9 %  der Einwohner evangelisch, 29,8 % katholisch und 22,3 % waren konfessionslos oder gehörten einer anderen Glaubensgemeinschaft an. Mit Stand Juni 2025 waren von den Einwohnern 39,2 % evangelisch, 25,8 % katholisch und 35,0 % waren konfessionslos oder gehörten einer anderen Glaubensgemeinschaft an. Der Anteil der evangelischen und katholischen Kirchenmitglieder an der Gesamtbevölkerung ist seitdem jährlich um 1 Prozentpunkt gesunken.

## Politik

### Gemeinderat
Der Gemeinderat in Winningen besteht aus 16 Ratsmitgliedern, die bei der Kommunalwahl am 9. Juni 2024 in einer personalisierten Verhältniswahl gewählt wurden, und dem ehrenamtlichen Ortsbürgermeister als Vorsitzendem.
Die Sitzverteilung im Gemeinderat:
| Wahl | SPD | CDU | Grüne | FDP | FBL | Gesamt   |
| ---- | --- | --- | ----- | --- | --- | -------- |
| 2024 | 1   | 6   | 2     | 5   | 2   | 16 Sitze |
| 2019 | 1   | 5   | 2     | 5   | 3   | 16 Sitze |
| 2014 | –   | 8   | –     | 1   | 11  | 20 Sitze |
| 2009 | –   | 6   | –     | 3   | 7   | 16 Sitze |
| 2004 | –   | 8   | –     | 4   | 8   | 20 Sitze |

- FBL = Freie Bürgerliste Winningen e. V.

### Bürgermeister
Achim Reick (CDU) wurde am 4. Juli 2024 Ortsbürgermeister von Winningen. Bei der Direktwahl am 9. Juni 2024 hatte er sich mit einem Stimmenanteil von 55,0 % gegen den Amtsinhaber durchgesetzt.
Reicks Vorgänger Rüdiger Weyh (FDP) hatte das Amt am 25. Juni 2019 übernommen. Bei der Stichwahl am 16. Juni 2019 war er mit einem Stimmenanteil von 50,50 % für fünf Jahre gewählt worden, nachdem bei der Direktwahl am 26. Mai 2019 keiner der ursprünglich drei Bewerber, darunter auch der bisherige Amtsinhaber Eric Peiter (parteilos), eine ausreichende Mehrheit erreicht hatte.

### Wappen

Bannerflagge

| Wappen der Ortsgemeinde Winningen | Blasonierung: „In rot-silber geschachtem Schild ein schwarzes Herzschild, darin ein goldenes senkrecht mit dem Griff nach unten gestelltes Schwert.“ |
| Wappen der Ortsgemeinde Winningen | Wappenbegründung: Sponheimisches Wappen mit Winninger Schwert: Der geschachte Schild zeigt das Wappen der Hinteren Grafschaft Sponheim. Das Schwert ist wahrscheinlich das Attribut des Heiligen Martin, dem Schutzpatron der hiesigen katholischen Kirche. Die Bannerflagge der Ortsgemeinde ist blau-rot mit zentriert aufgelegtem Wappenschild. |

## Kultur und Sehenswürdigkeiten
Das Winzerdorf war mehrfach Gewinner von Dorfwettbewerben wie „Unser Dorf hat Zukunft“. Winningen ist bekannt für das „Winninger Moselfest“, das älteste Weinfest in Deutschland, sowie sein Wahrzeichen, die „Winninger Weinhex“.

### Bauwerke
- Moseltalbrücke (A 61)

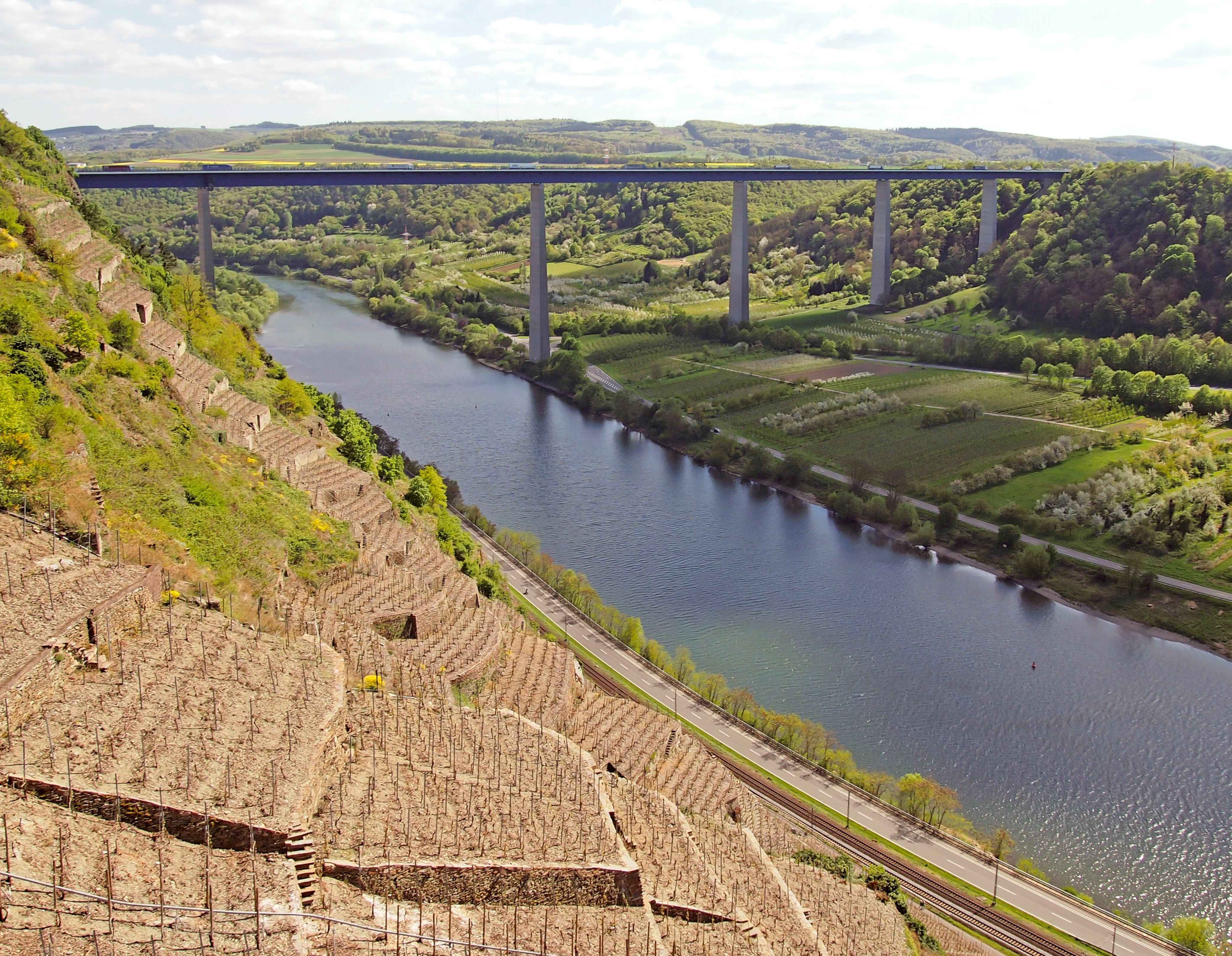
Die Moseltalbrücke, im Vordergrund der Uhlen

- Die Evangelische Pfarrkirche ist eine barocke Saalkirche von 1695 mit romanischem Ostturm.

Siehe auch: Liste der Kulturdenkmäler in Winningen und Liste der Stolpersteine in Winningen

### Regelmäßige Veranstaltungen
Hauptattraktion ist das alljährliche zehntägige Moselfest Ende August/Anfang September. Es ist das älteste und mit zehn Tagen Dauer längste Weinfest („Winzerfest“) an der Mosel.

### Sport
Der größte Sportverein in Winningen ist der Winninger Turnverein, mit den Abteilungen Fußball, Tennis, Tischtennis und Turnen. Hallensport wird in der Turnhalle Neustraße sowie der August-Horch-Halle praktiziert. Der Verein verfügt über vier Tennisplätze und ein Beachtennisfeld. Fußball wird auf der Jahnkampfbahn Winningen gespielt. Der Hybridrasenplatz verfügt über eine Flutlichtanlage und eine Kapazität von 2.500 Zuschauern.
Weiterhin gibt es den Verein Motorsportfreunde Winningen mit den Sportarten Motocross und Trial.
In Winningen befindet sich das Freibad Winningen mit u. a. einem 50-m-Schwimmerbecken, 20-m-Nichtschwimmerbecken und einer Sprunganlage (1-m-Brett, 3-m-Turm).

## Wirtschaft und Infrastruktur

### Weinbau
Winningen wird vom Weinbau geprägt, der auf Terrassen oberhalb des Orts betrieben wird. Die Weinberge stellen zugleich Lebensräume für seltene Tiere (z. B. Apollofalter, Eidechsen) dar.

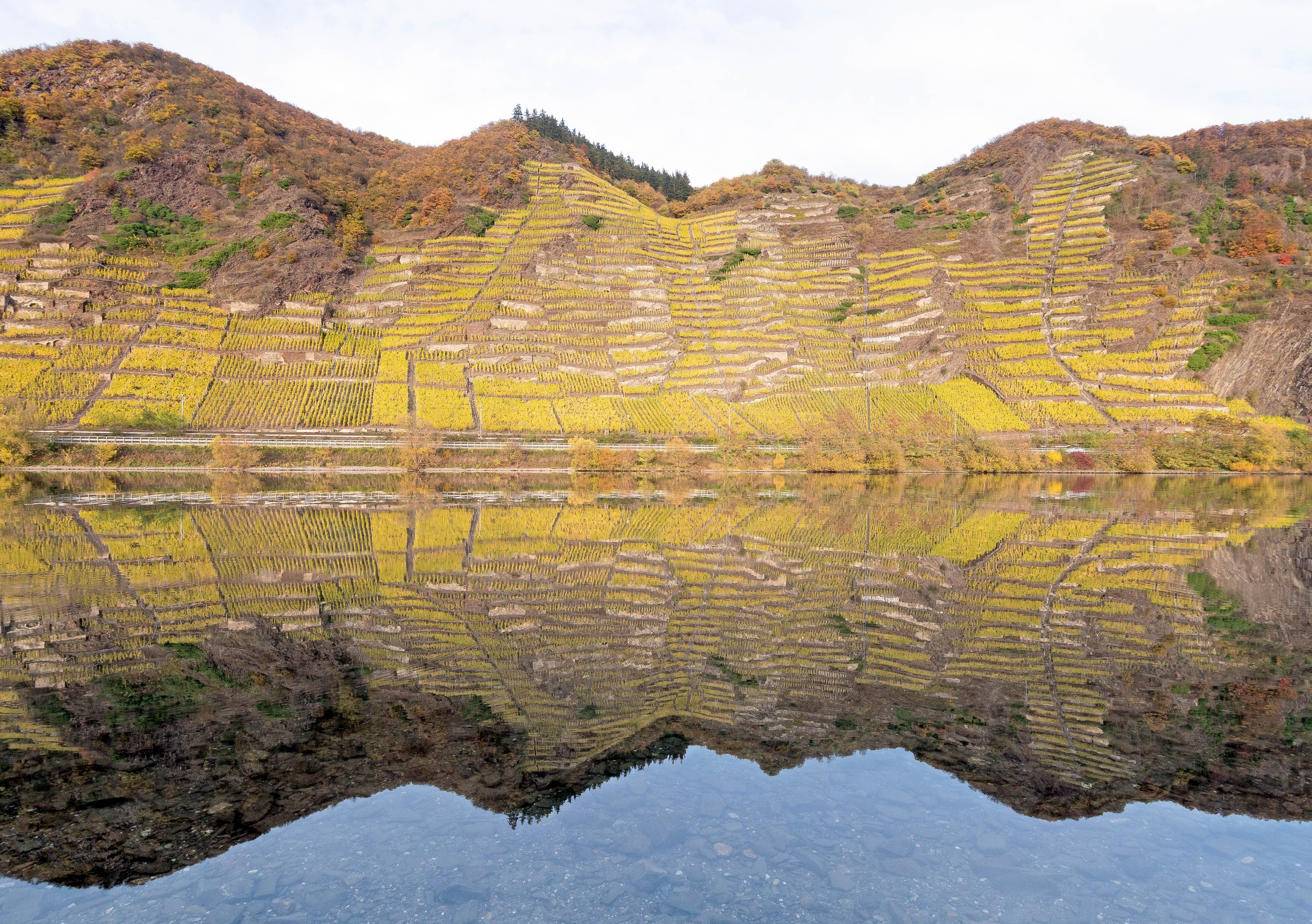
Der Winninger Uhlen

Der auf den Schieferterrassen wachsende Riesling gehört nach fachmännischem Urteil zu den besten Weinen der Welt. 2005 erhielt ein Winninger Uhlen Laubach Riesling Erste Lage aus dem Weingut Heymann-Löwenstein in Paris den Preis für den besten ausländischen Wein. Dieses Weingut und das Weingut Reinhard und Beate Knebel sind auch auf der vom Handelsblatt erstellten Liste der 100 besten Weingüter zu finden.
Winningen gehört zum „Weinbaubereich Burg Cochem“ im Anbaugebiet Mosel. Im Ort sind 44 Weinbaubetriebe tätig, die bestockte Rebfläche beträgt 89 ha. Etwa 90 % des angebauten Weins sind Weißweinrebsorten (Stand 2007).
Weinlagen (moselabwärts gesehen)
- → Winninger Uhlen
- Winninger Hamm

Der Winninger Hamm ist die kleinste Einzellage Winningens. Sie wird bei der Landwirtschaftskammer Rheinland-Pfalz unter der Weinlagennummer 440537 geführt. Der Name soll vom lateinischen Begriff Hammus für Flussbogen oder Krümmung abgeleitet sein. Der Winninger Hamm weist mit den Devonschieferschichten, die von Quarziten und tonigen Bodenanteilen durchzogen sind, eine ähnliche Bodenstruktur wie der Winninger Röttgen auf. Der Wein wird hier in Terrassen und in Steillagen angebaut.
- Winninger Domgarten

Der Name weist auf den früheren kirchlichen Besitz hin. Bei der Landwirtschaftskammer Rheinland-Pfalz wird die größte Lage Winningens unter der Weinlagennummer 440536 geführt. Die Lage umfasst wie ein Rahmen den Ort Winningen. Im Bereich des Domgartens finden sich unterschiedliche Böden; im flachen Bereich überwiegen sandig-lehmige Schichten, in den steileren Lagen sind sie mit Schiefer angereichert. Dazu kommen Löss- und Bimsanteile, die den Boden für den Weinbau optimieren. Auch hier werden vorwiegend Rieslingweine angebaut.
- Winninger Brückstück

Aus dieser Lage wurden die Steine für die Koblenzer Balduinbrücke gebrochen und auf Schiffen nach Koblenz transportiert. Daran erinnert heute noch der Name dieser Lage. Bei der Landwirtschaftskammer Rheinland-Pfalz wird sie unter der Weinlagennummer 440535 geführt. Neben Tonschiefer aus dem Devon bestimmen Bimssteinanteile den Boden. Der Bims wurde bei einem Ausbruch des Laacher-See-Vulkans vor etwa 12000 bis 13000 Jahren als Eruptivasche abgelagert. Daraus entstanden sehr wasserdurchlässige Böden. Der Weinberg ist in Richtung Süden und Süd-Süd-Ost ausgerichtet. Angebaut werden überwiegend Rieslingtrauben im Terrassenweinbau.
- Winninger Röttgen

Der Name des Winninger Röttgen ist von „roden“ abgeleitet. Sie wird als Einzelweinlage mit der Nummer 440539 geführt und liegt in Richtung Süd-Südost. Die Weine werden hier ausschließlich im Terrassenbau kultiviert. Der Boden enthält neben Schiefer aus dem Devon auch Quarzitadern und Lössanteile, die aus den oberen Hangbereichen permanent nachgespült werden. Der Löss puffert den pH-Wert und schützt so den Boden vor einer Übersäuerung.
Alle Winninger Weinlagen gehören zur Großlage Weinhex.

### Tourismus
Ein weiterer wichtiger Wirtschaftsfaktor ist der Tourismus, der von den Schiffsanlegestellen und dem häufig von niederländischen Besuchern frequentierten nahen Campingplatz profitiert.

### Flugplatz Koblenz-Winningen
Der Flugplatz Koblenz-Winningen ist ein Verkehrslandeplatz, der sowohl von Sportfliegern als auch von Geschäftskunden genutzt wird. Die Polizeihubschrauberstaffel des Landes Rheinland-Pfalz ist dort stationiert.

### Yachthafen Winningen
Die Marina Winningen ist ein Yachthafen an der Mosel und verfügt u. a. über 216 Liegeplätze, 10 Steganlagen sowie einen Kran mit 32 t Zugkraft.

### Verkehr

#### Straßenverkehr
Am Moselufer entlang führt die Bundesstraße 416 am Ort vorbei. Diese verbindet Koblenz mit Treis-Karden und weiter die Bundesstraße 49 mit Cochem. Über eine Landstraße besteht Anbindung an die Bundesautobahn 61, Abfahrt Koblenz-Metternich.

#### Eisenbahnverkehr
Am Bahnhof Winningen (Mosel) an der Moselstrecke hält die zwischen Koblenz – Treis-Karden und Trier verkehrende RB 81 (Moseltalbahn) der DB Regio.

#### Busverkehr
Darüber hinaus verkehrt ein Bus von Koblenz nach Kobern-Gondorf der Verkehrsbetriebe Mittelrhein.

#### Rad- und Wanderwegenetz
Durch Winningen verläuft die 10. Etappe des Mosel-Radweges, die 23./24. Etappe des Wanderweges Moselsteig sowie die 5./6. Etappe des Rheinburgenweges. In Winningen verläuft der Wanderweg Traumpfädchen – „Moseltraum“ Winningen sowie die fünf Winninger Weinpfade.

#### Schiffsverkehr
Schifffahrtslinie der Köln-Düsseldorfer: Koblenz – Winningen – Treis – Cochem (nur freitags, samstags, sonntags)
Schifffahrtslinie der Personenschifffahrt Gebr. Kolb: Cochem – Treis – Winningen – Koblenz (nur freitags)
Die Fährverbindung auf die andere Moselseite wurde 1981 eingestellt und die Autofähre „Lay“ wurde nach Koblenz verkauft.

### Bildung
In Winningen befindet sich die Astrid-Lindgren-Grundschule sowie eine Kindertagesstätte in Trägerschaft der Ortsgemeinde.

## Persönlichkeiten

### In Winningen geboren
- Johann Georg Ferdinand Jacobi (1766–1848), Jurist und Bürgermeister von Dresden
- Gottlob Jacobi (1770–1823), Unternehmer
- Karl Wilhelm Arnoldi (1809–1876), Arzt und Naturforscher
- Albrecht Schöler (1819–1863), evangelischer Pfarrer, Publizist und liberaler Theologe
- August Horch (1868–1951), Autobaupionier
- Elisabeth Müller (1875–1945), im Nationalsozialismus verfolgte Lehrerin
- Lothar Krall (1924–2000), Politiker
- Waltraud A.L. Jarrold MBE (* 1928), geb. Krall, Präsidentin der Norfolk & Norwich Koblenz Friendship Association (NNKFA), Gebietsweinkönigin Mosel-Saar-Ruwer (1950/51), Ehrenwinzerin (1999), Verdienstorden des Landes Rheinland-Pfalz (2002)[33]
- Siglinde Krumme (* 1933), geb. Krall, Verlegerin, Autorin, Museumsleiterin, Bundesverdienstkreuz 2014
- Wolfgang Kröber (1937–1981), Elektroingenieur, Motorradfahrer und Elektroniker
- Horst Schulze (* 1939), Hotelier des Jahrhunderts (ehem. CEO von Ritz-Carlton, heute Präsident der West Paces Hotel Group) und Ehrenbürger von Winningen

### Mit Winningen verbunden
- Johann Daniel Fritzer (* um 1600 in Senheim; † März 1661 in Winningen), Vogt, Gerichtsschreiber und Schultheiß
- Irene Goß (1928–2015), Sängerin und Politikerin
- Anne von Canal (1973–2022), Schriftstellerin und Übersetzerin

## Bilder

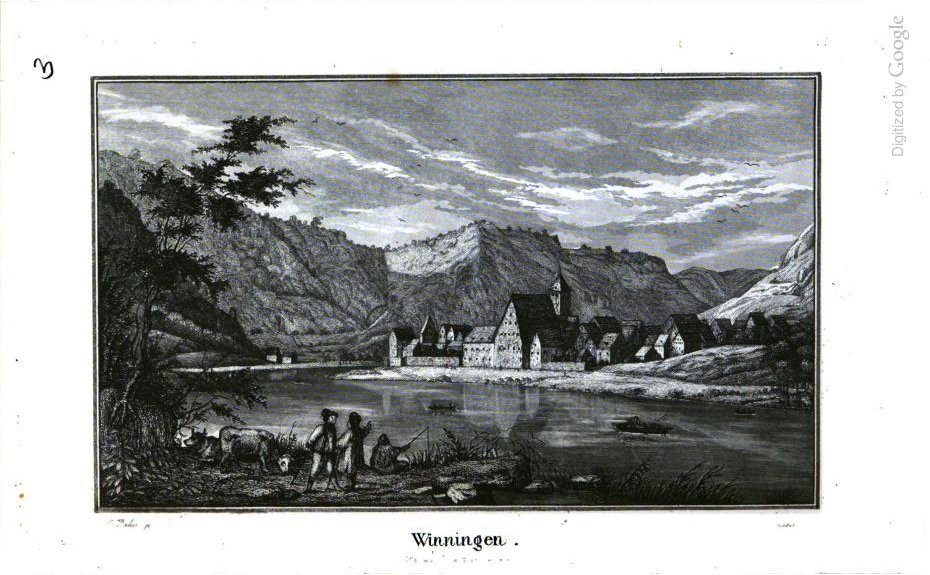
Anton Jahn: Winningen (1838, Stahlstich)
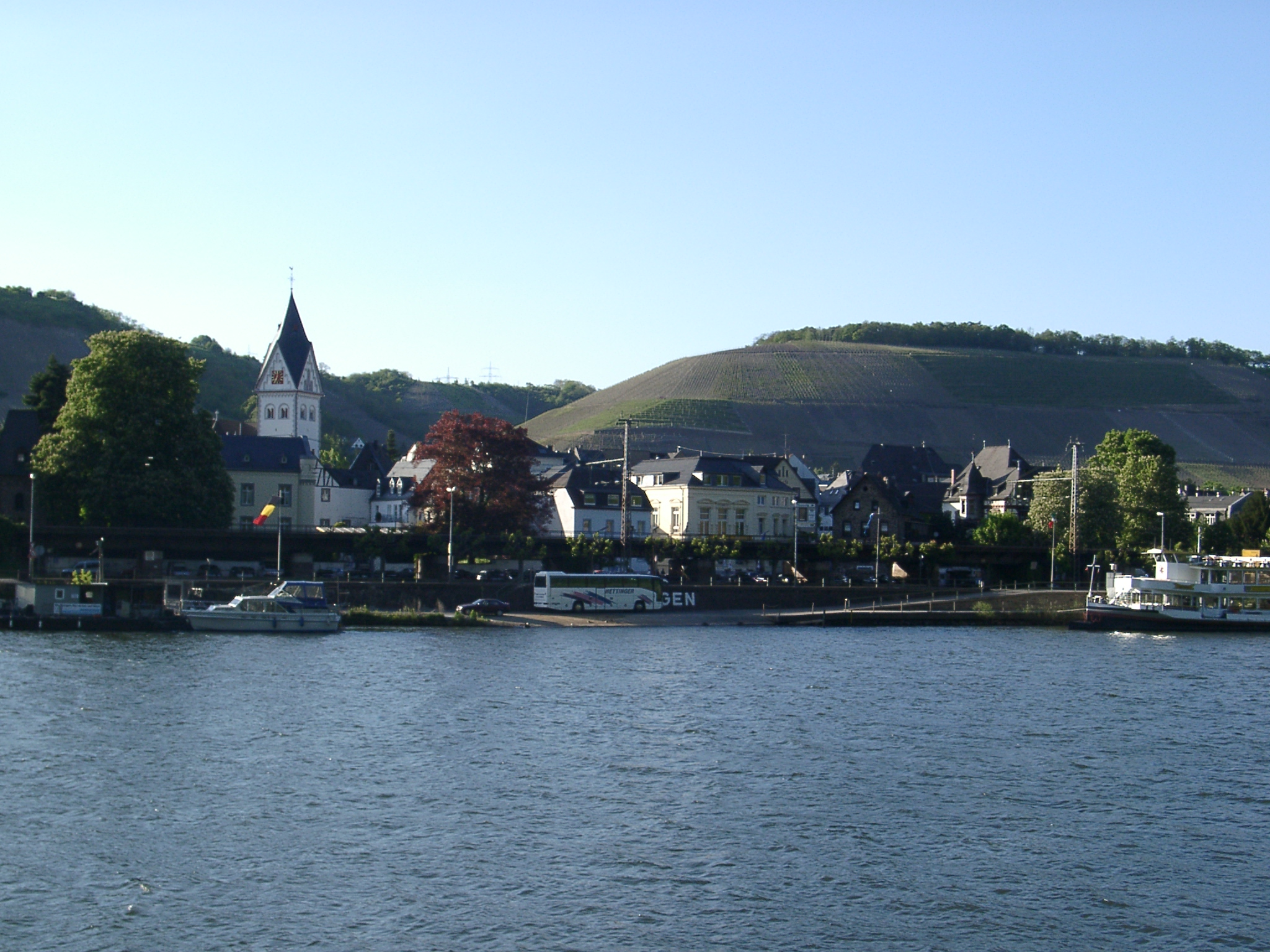
Winningen vom anderen Moselufer
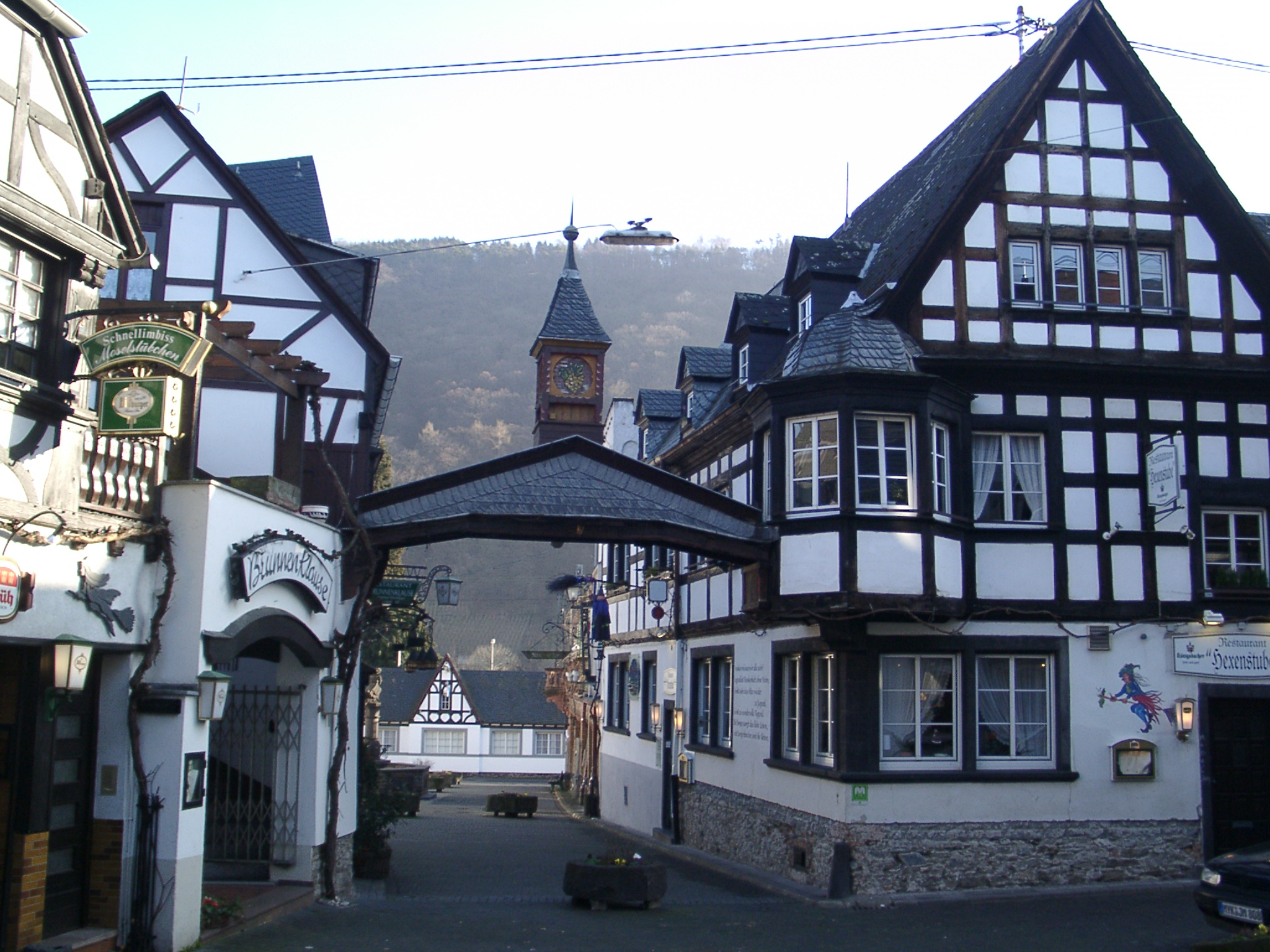
Blick zum Weinhexbrunnen Richtung Mosel
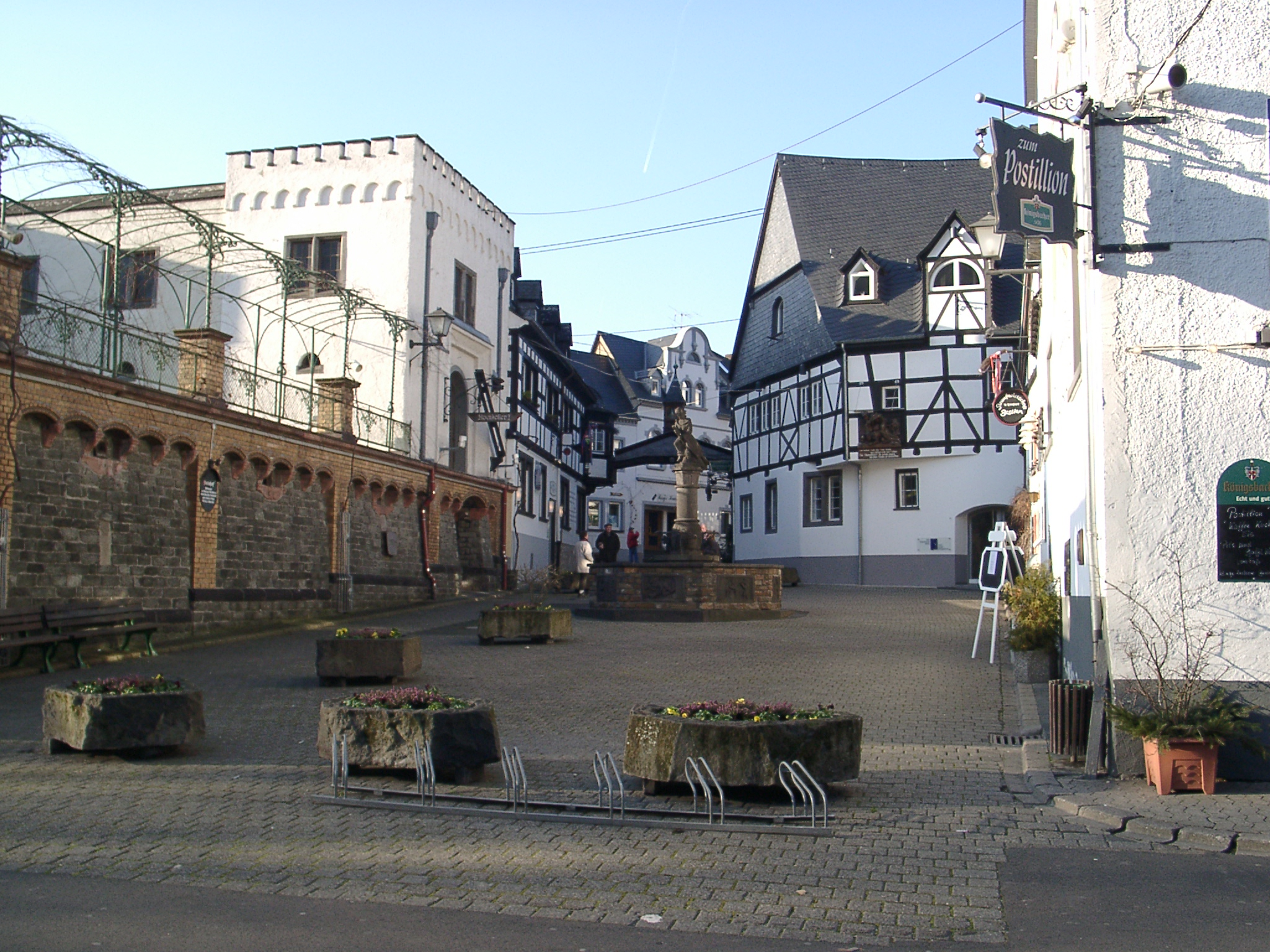
Der Weinhexbrunnen ist der Mittelpunkt des Moselfestes
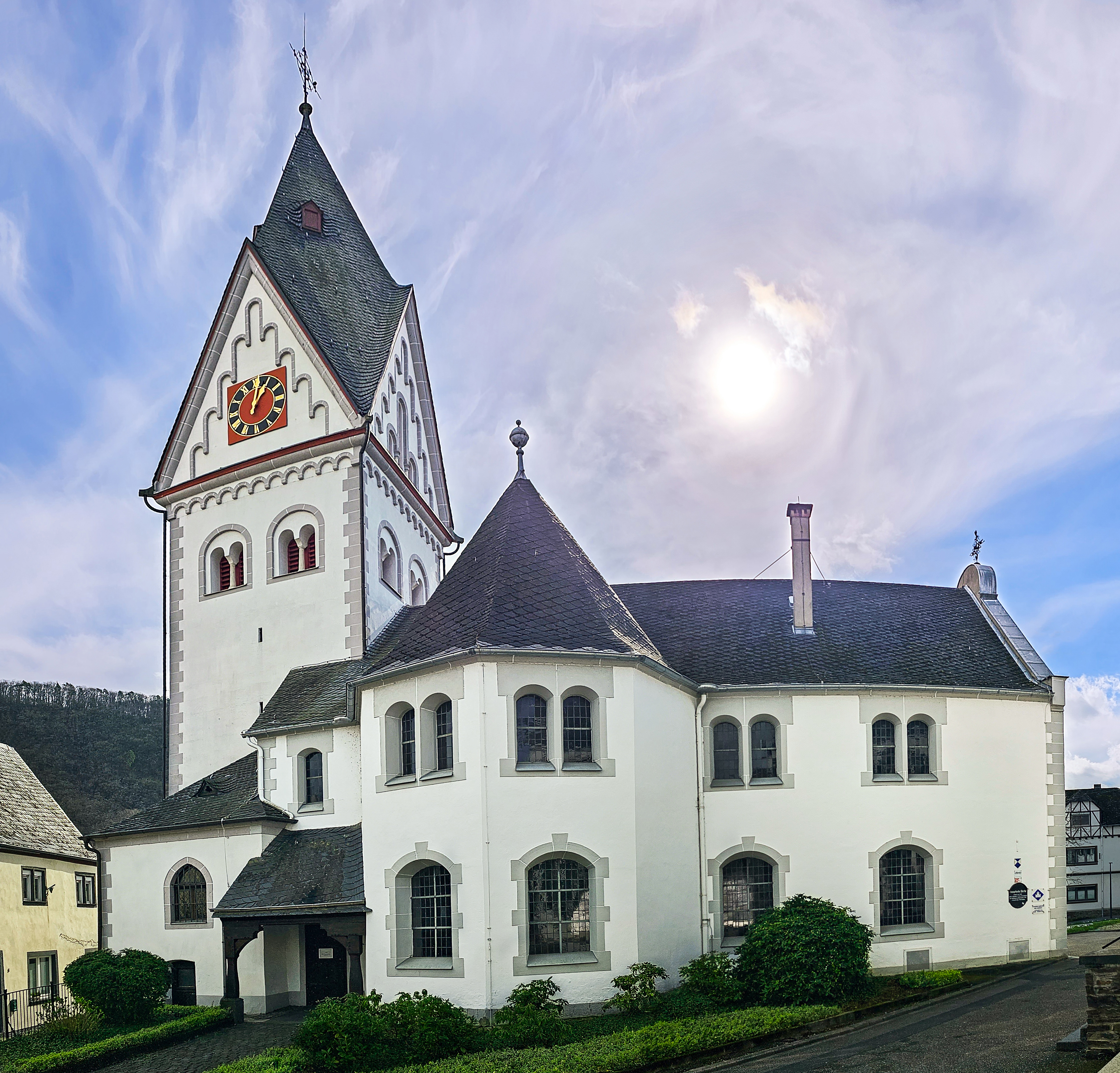
Evangelische Kirche
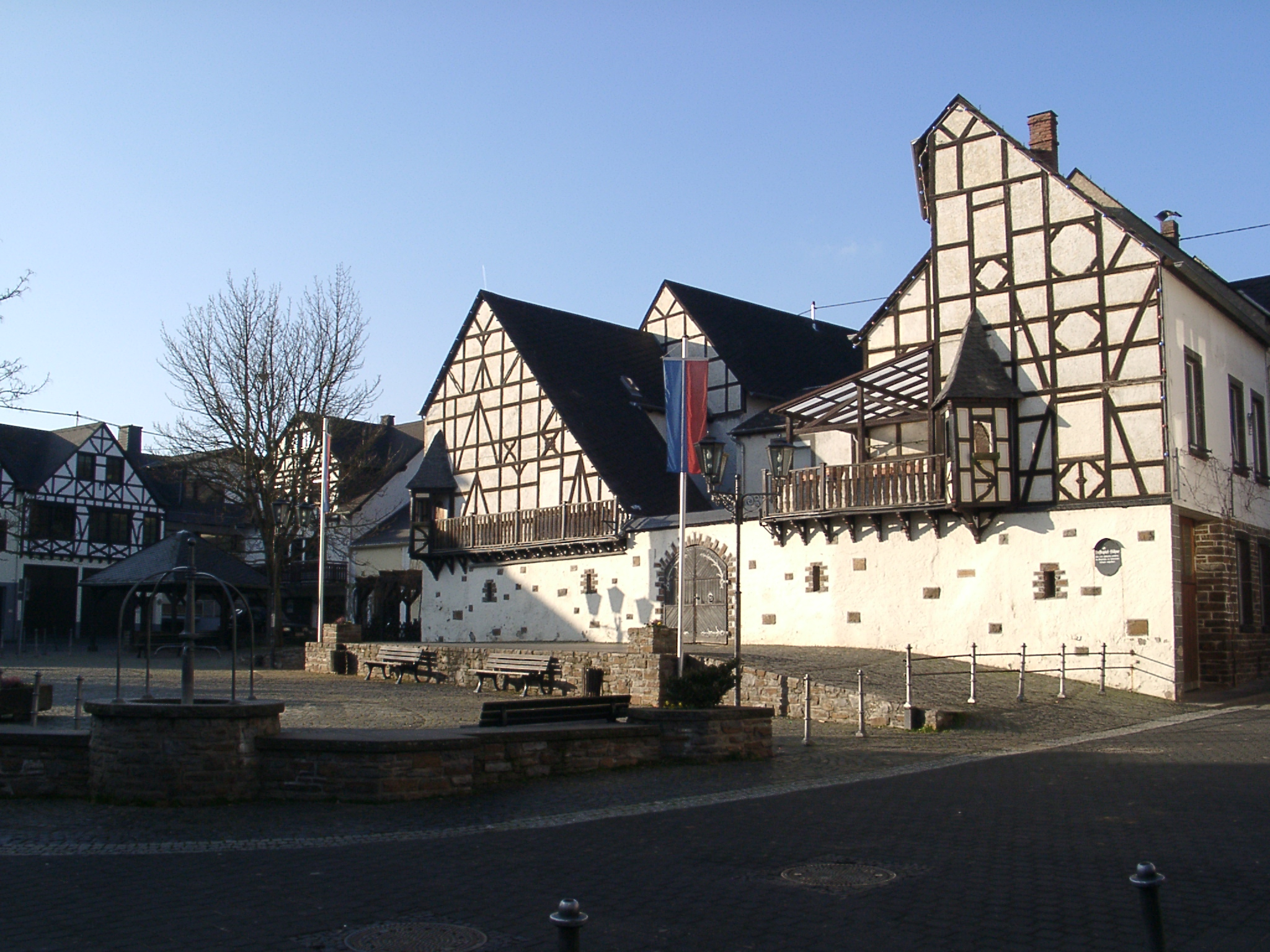
Marktplatz mit Festspielbühne
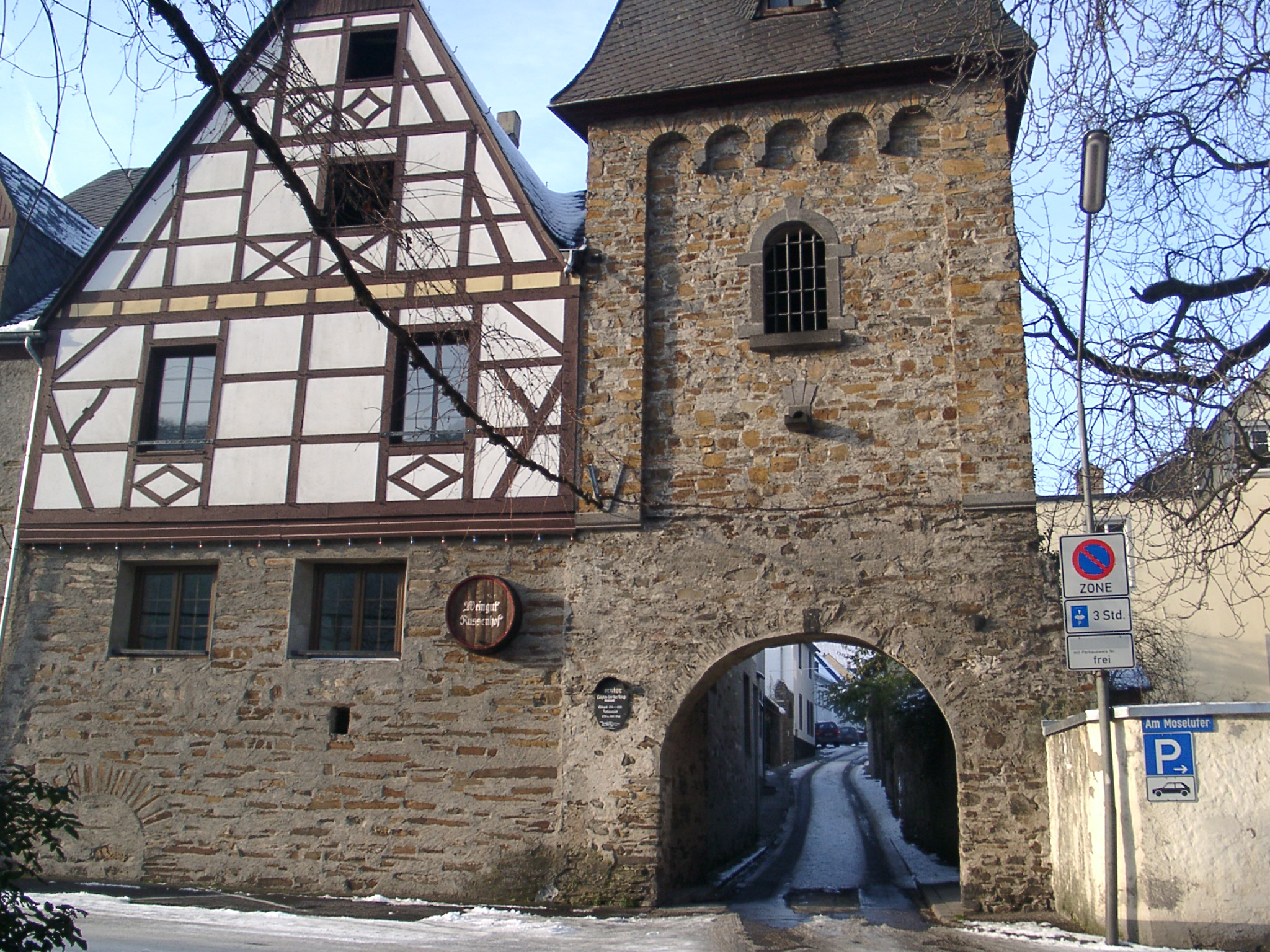
Stadtbefestigung